# Manzanares de Rioja
Manzanares de Rioja es un municipio de la comunidad autónoma de La Rioja (España).

## Geografía humana

### Demografía
Cuenta con una población de 61 habitantes (INE 2024).
| Gráfica de evolución demográfica de Manzanares de Rioja entre 1842 y 2023 |
| |
| Población de derecho según los censos de población del INE Población de hecho según los censos de población del INEEn este censo se denominaba Manzanares: 1842 Entre el censo de 1857 y el anterior, crece el término del municipio porque incorpora a 265002 (Gallinero de Rioja) |

### Población por núcleos
Desglose de población según el Padrón Continuo por Unidad Poblacional del INE.
| Núcleos             | Habitantes (2022) | Varones | Mujeres |
| ------------------- | ----------------- | ------- | ------- |
| Manzanares de Rioja | 35                | 19      | 16      |
| Gallinero de Rioja  | 23                | 16      | 7       |

## Administración
| Periodo   | Nombre                                              | Partido |
| --------- | --------------------------------------------------- | ------- |
| 1979-1983 | Raúl Palacios García                                | UCD     |
| 1983-1987 | Raúl Palacios García                                | AP      |
| 1987-1991 | Mª Luisa Martínez Torres                            | PSOE    |
| 1991-1995 | Anastasio Jesús Martínez Metola                     | PP      |
| 1995-1999 | Roberto Armas de Pablo/Agustín Santamaría Fernández | PP      |
| 1999-2003 | Roberto Armas de Pablo/Luis Capellán Monja          | PP      |
| 2003-2007 | Anastasio Jesús Martínez Metola                     | PP      |
| 2007-2011 | Anastasio Jesús Martínez Metola                     | PP      |
| 2011-2015 | Anastasio Jesús Martínez Metola                     | PP      |
| 2015-2019 | Anastasio Jesús Martínez Metola                     | PP      |
| 2019-2023 | Anastasio Jesús Martínez Metola                     | PP      |

## Economía

### Evolución de la deuda viva
El concepto de deuda viva contempla sólo las deudas con cajas y bancos relativas a créditos financieros, valores de renta fija y préstamos o créditos transferidos a terceros, excluyéndose, por tanto, la deuda comercial.
| Gráfica de evolución de la deuda viva del ayuntamiento entre 2008 y 2014                             |
| |
| Deuda viva del ayuntamiento en miles de Euros según datos del Ministerio de Hacienda y Ad. Públicas. |

## Patrimonio

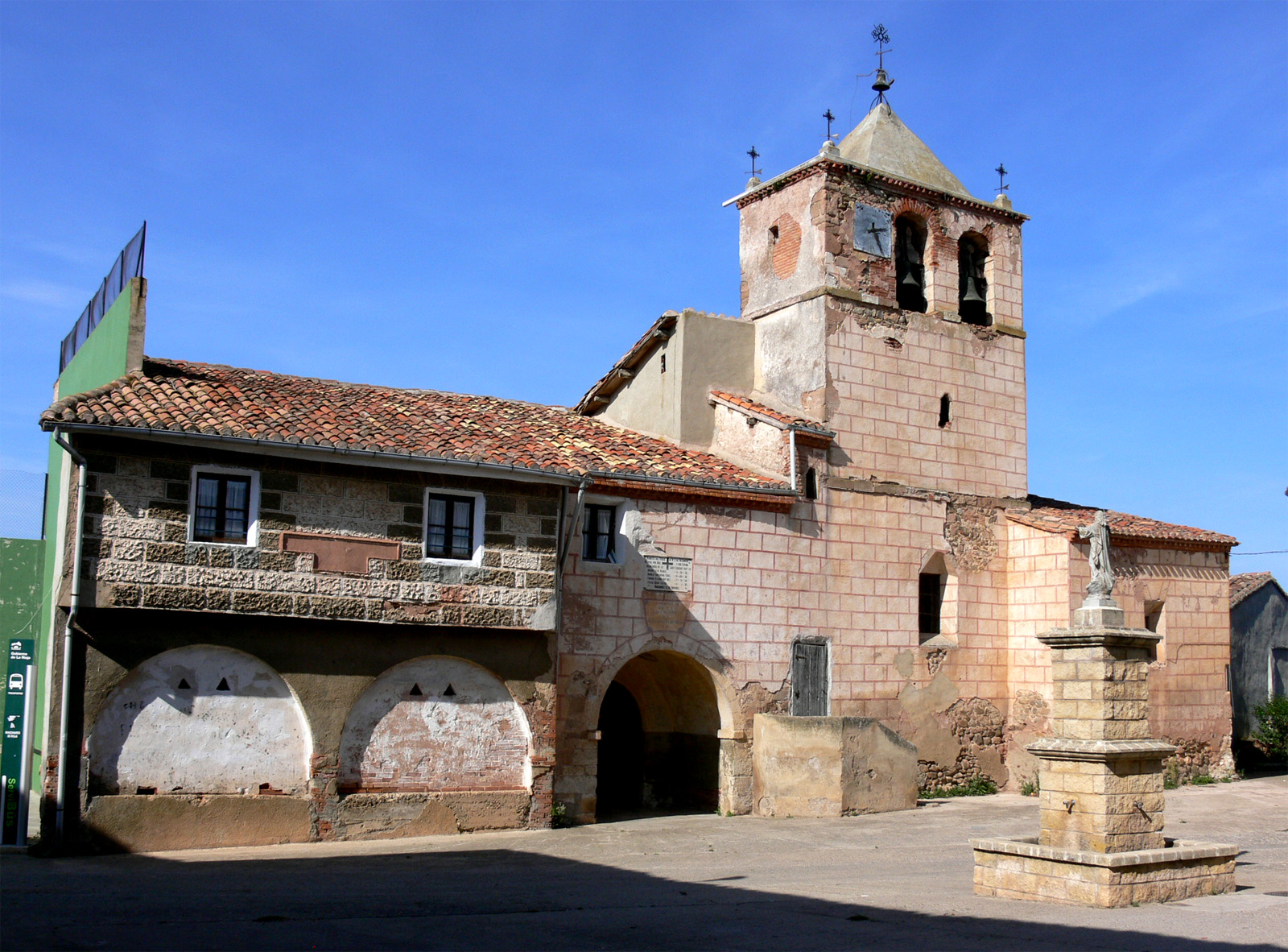
Iglesia de la Asunción.

- Iglesia de la Asunción. De los siglos XVI al XIX.